# Game Genie

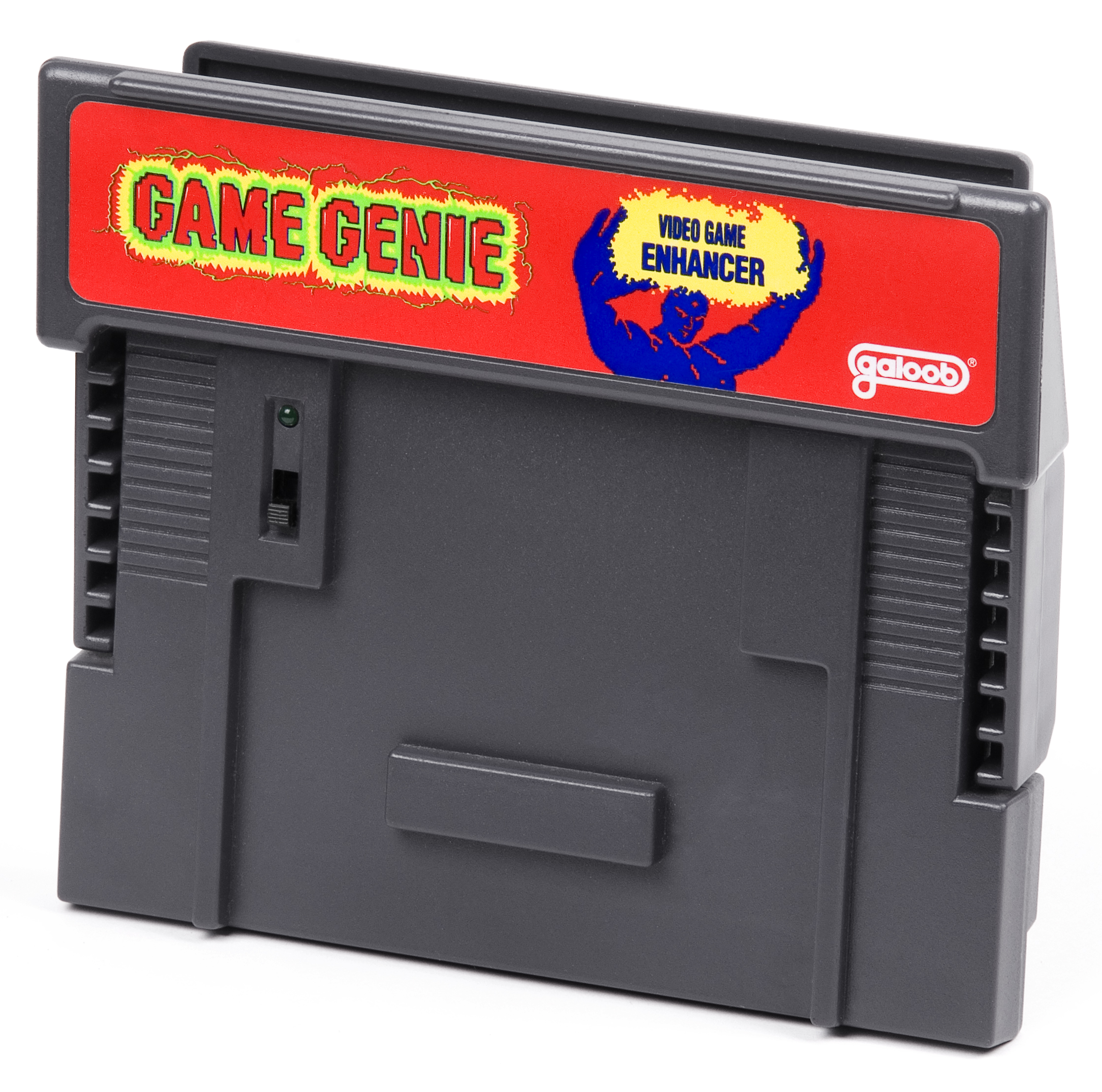
Game Genie для SNES

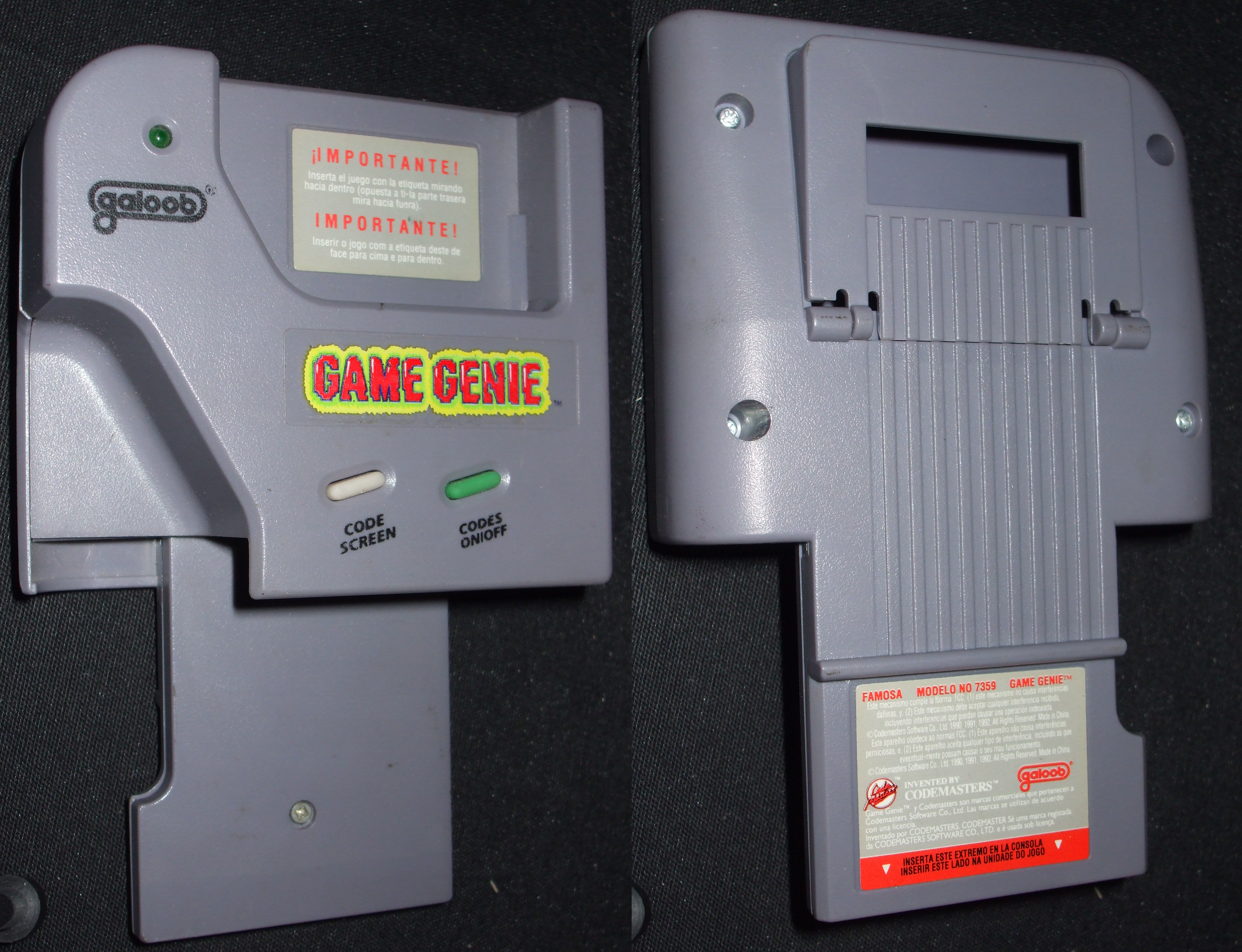
Game Genie для Game Boy

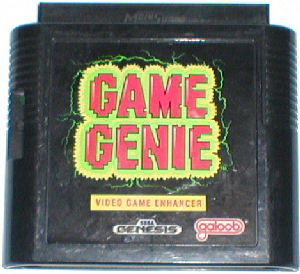
Game Genie для Sega Mega Drive

Game Genie — серия чит-устройств, разработанных Codemasters и продававшихся Camerica и Galoob для Nintendo Entertainment System, Super Nintendo Entertainment System, Game Boy, Mega Drive/Genesis и Sega Game Gear, который изменяет данные игры, позволяя игроку управлять различными аспектами игр, и иногда просматривать неиспользованный контент и функции (например, в Super Mario Bros. код AANAAXZG+NNXAZZYE открывает 256 скрытых миров). Устройство известно как благоприятное для потребителя «улучшение игры» посредством (временно) прямого изменения двоичного кода игры.
Хотя на данный момент на рынке нет продуктов Game Genie, более чем 5 миллионов устройств было продано во всём мире, и многие эмуляторы консолей поддерживают Game Genie. Эмуляторы, которые имеют поддержку Game Genie, также поддерживают неограниченное число введённых кодов, тогда как у фактических продуктов есть значительно меньший лимит (обычно 3-6 кодов).
Для поздних поколений консолей существуют похожие устройства, хотя они создавались другими компаниями: Action Replay, Code Breaker и GameShark.

## Принцип работы
Game Genie представляет собой устройство, которое подключается в разрыв между консолью и картриджем. В момент старта игры появляется меню, в котором пользователю необходимо ввести уникальный для каждой игры код, состоящий из букв. Этот код представлял собой закодированную последовательность пар чисел «адрес — значение», которая в момент загрузки самой игры меняла соответствующие данные, поступающие из ПЗУ картриджа. Таким образом, устройство модифицировало код игры до того, как он будет запущен консолью, при этом содержимое ПЗУ оставалось неизменённым.
Устройство обычно поставлялось с буклетом, содержащим набор уже известных кодов к играм, однако пользователь мог вводить произвольные данные при загрузке устройства, исследуя влияние нового кода на игру. Чаще всего код ничего не делал (либо это было незаметно на первый взгляд) или приводил к зависанию игры.
Принцип работы и устройство Game Genie были запатентованы в США в 1990 году как «Устройство для взаимодействия с компьютерной игровой системой» (англ. Interfacing device for a computer games system), в 2010 году срок действия данного патента истёк.

## NES

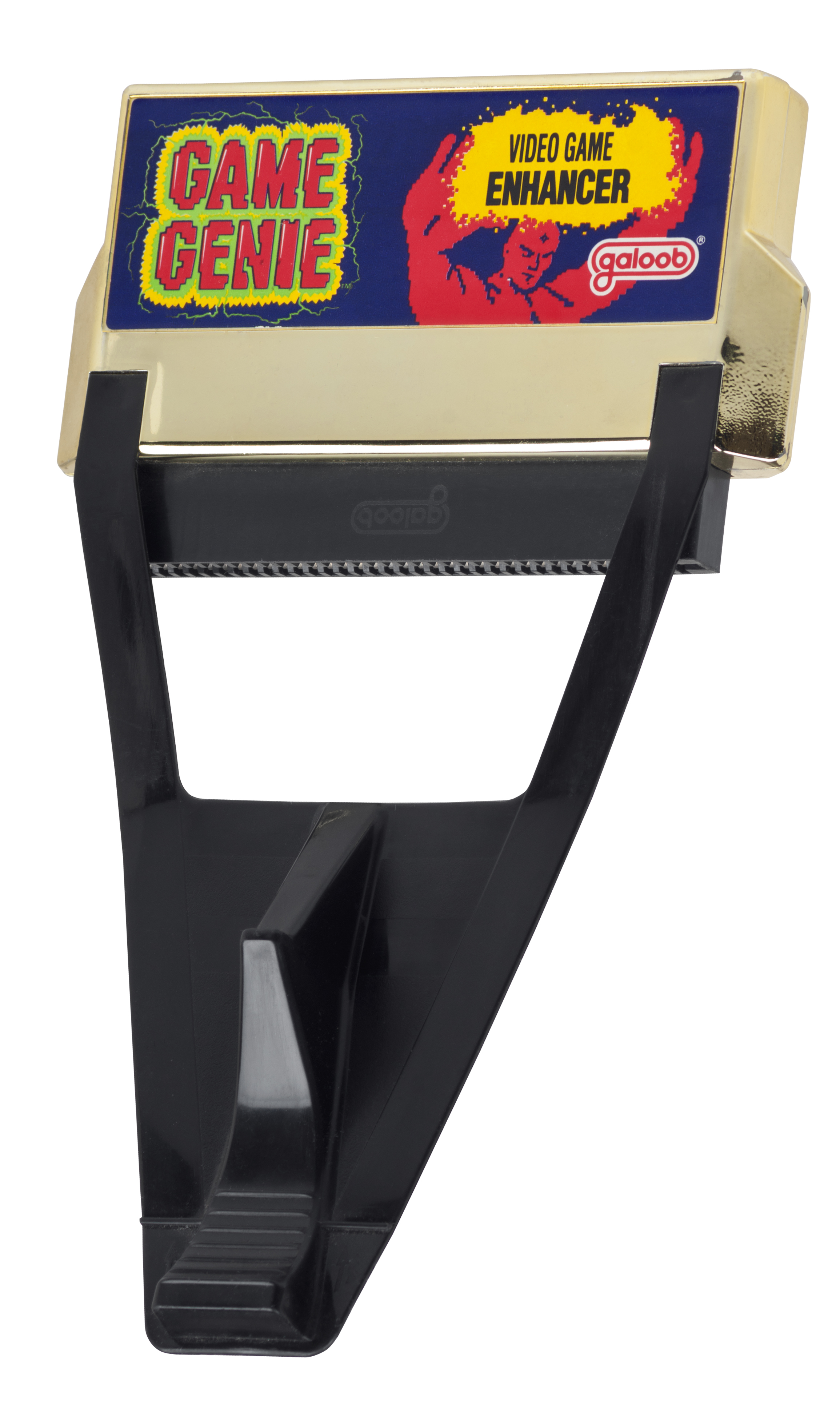
Game Genie для NES

Game Genie для NES подключался к картриджу таким образом, что исключал возможность достать его из североамериканской консоли обычным способом путём нажатия на картридж. Из-за этого воздействие на ZIF-механизм вставки картриджа стало таким, что контакты разъёма изгибались ещё сильнее (узел вставки картриджа был одним из слабых мест консоли NES), что в конце концов приводило к тому, что играть в игры без установленного Game Genie становилось невозможным.

## Game Genie 2

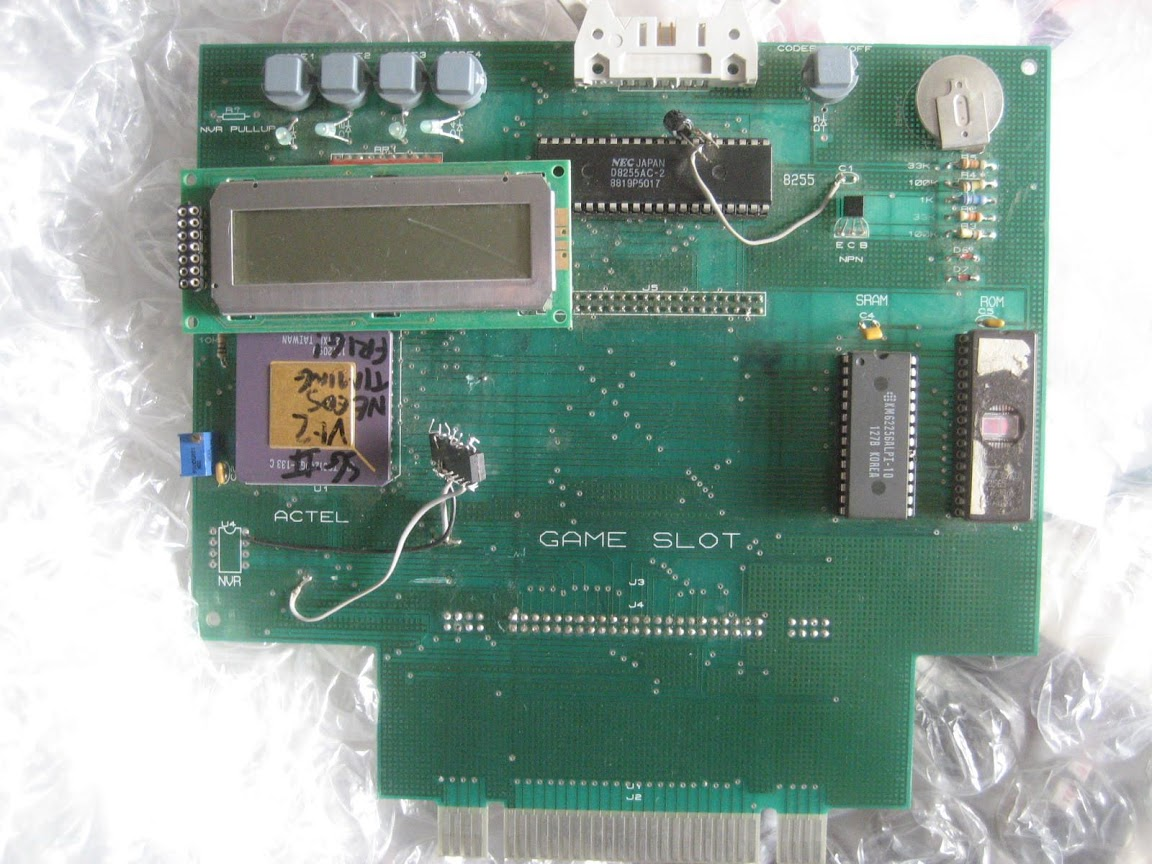
Рабочий прототип Game Genie 2 для Super NES

Codemasters разработала вторую версию Game Genie для Super NES, обладающую рядом существенных улучшений: возможностью поиска собственных чит-кодов, включать и отключать через игровой контроллер чит-коды в любой момент во время игры, замедлять игровой процесс и сохранять результаты игры на энергозависимую память, находящуюся в устройстве. Устройство было полностью готово к выпуску, однако из-за изменившихся условий на рынке в продажу не поступило. Существует по крайней мере один рабочий прототип, находящийся во владении Дэвида Дарлинга, одного из создателей Game Genie 2.

## Легальность
Выпуск Game Genie для NES был встречен жёстким сопротивлением со стороны Nintendo. Nintendo of America подала иск на Galoob, утверждая, что Game Genie при своей работе создаёт производные произведения, что является нарушением авторских прав. Поначалу суд принял сторону Nintendo, и продажи устройства на территории США были приостановлены (но не в Канаде; Galoob воспользовалась этим, запустив маркетинговую акцию «Спасибо, Канада!», призывая покупать Game Genie в соседней стране). Однако спустя год судебных тяжб, определив, что Game Genie всё-таки не создаёт производных работ, судья снял запрет, и Nintendo ничего не могла сделать, чтобы воспрепятствовать возобновлению продаж. Более того, суд обязал Nintendo выплатить Galoob 15 млн долларов в качестве компенсации упущенной выгоды от запрета продаж и судебных издержек.
Чтобы помешать работе Game Genie, Nintendo попыталась ввести в выпускаемые игры механизм проверки контрольных сумм ПЗУ, дабы исключить загрузку модифицированного образа игры. Эти действия имели только ограниченный успех, так как они обходились изменёнными кодами.
Sega, напротив, поддержала продукт, официально сертифицировав его для своей консоли Mega Drive. Единственным ограничением Sega было требование к устройству не вмешиваться в загрузку игр, которые могли сохранять состояние игрового процесса, например Phantasy Star или Shining Force.